# La Libertad (canton)
Pour les articles homonymes, voir La Libertad.
La Libertad est un canton d'Équateur situé dans la province de Santa Elena.